# 통영군 갑
통영군 갑은 대한민국의 옛 국회의원 선거구이다. 당시 경상남도 통영군 지역의 일부 지역을 관할했다.

## 역사
제헌 국회의원 선거를 앞두고 통영군의 일부 지역을 관할하는 선거구로 신설되었다. 신설 당시 통영군 통영읍, 용남면, 산양면, 도산면, 광도면, 한산면, 둔덕면을 관할했다.
1955년 9월, 통영군 통영읍이 충무시로 승격되었다. 이에 제4대 국회의원 선거를 앞두고 충무시 선거구와 통영군 선거구로 관할 구역이 분리되었다.

## 역대 국회의원
| 선거   | 정당 | 정당       | 의원   |
| ------ | ---- | ---------- | ------ |
| 1948년 |      | 한국민주당 | 김재학 |
| 1950년 |      | 무소속     | 서상호 |
| 1954년 |      | 민주국민당 | 최천   |

## 역대 선거 결과

### 대한민국 제헌 국회의원 선거
|  | 43.51% |

|  | 43.36% |

|  | 8.63% |

|  | 4.48% |

### 대한민국 제2대 국회의원 선거
|  | 32.05% |

|  | 18.10% |

|  | 11.32% |

|  | 10.61% |

|  | 10.12% |

|  | 8.19% |

|  | 4.96% |

|  | 3.53% |

|  | 1.07% |

### 대한민국 제3대 국회의원 선거
|  | 32.94% |

|  | 21.01% |

|  | 16.32% |

|  | 11.08% |

|  | 7.44% |

|  | 4.39% |

|  | 2.92% |

|  | 1.77% |

|  | 1.16% |

|  | 0.91% |

|  | 0% |

|  | 0% |